# George Mikes
George (György) Mikes (Siklós, 15 febbraio 1912 – Londra, 30 agosto 1987) è stato uno scrittore umoristico ungherese naturalizzato britannico.

## Biografia
Nato in Ungheria, dove studiò giurisprudenza, iniziò a lavorare come giornalista, e venne inviato in Inghilterra come corrispondente alla fine degli anni trenta. Allo scoppio della Seconda Guerra Mondiale non poté rientrare nel suo Paese d'origine, e iniziò a lavorare anche per alcune testate inglesi, stabilendosi poi definitivamente in Gran Bretagna.
Nel 1946 pubblicò il primo libro, How to be an alien (Come essere straniero), una descrizione umoristica del suo arrivo in Gran Bretagna e delle varie piccole difficoltà quotidiane che vi aveva incontrato. Il libro ebbe un notevole successo editoriale, e venne ristampato più volte, benché stigmatizzasse le peculiarità del suo Paese d'adozione e dei suoi abitanti (o forse proprio per questo).
Famosissimo il capitolo dedicato al sesso, condensato in una singola frase: "Gli altri europei hanno una vita sessuale; gli inglesi hanno le borse dell'acqua calda".
Mikes continuò questa fortunata serie con vari argomenti, che pubblicò a intervalli irregolari per tutta la vita: How to be a guru, How to be poor, How to scrape skies (sugli USA), How to be God e molti altri.
La scrittura di Mikes è sempre sobria e posata, e possiede quello spiccato sense of humor sottile e pungente, tradizionalmente britannico.
I suoi libri, sempre intelligenti e divertenti, sono molto diffusi e conosciuti nel mondo anglosassone e di lingua tedesca, ma allo stato attuale non risultano pubblicati in italiano.